# Ben Gibson
Benjamin James Gibson (15 de gener de 1993) és un futbolista professional anglès que juga de defensa pel Burnley FC de la Premier League.